# Aeroportul Regional Okmulgee
Aeroportul Regional Okmulgee (IATA: OKM, ICAO: KOKM, FAA LID: OKM) este un aeroport din Oklahoma, Statele Unite ale Americii ce deservește zona Okmulgee⁠(d). A fost numit după zona deservită.
Situat la o altitudine de 219 m, aeroportul dispune de 1 pistă.

## Infrastructură

### Piste
Aeroportul dispune de o singură pistă. Pista 18/36 are suprafața de beton și dimensiunile 5.150 picioare × 101 picioare. 